# Kuria, Kiribati
Kuria eller Kuriaatollen är en ö i Mikronesien som tillhör Kiribati i Stilla havet.

## Geografi
Kuria är en ö bland Gilbertöarna och ligger cirka 80 kilometer norr om huvudön Tarawa nära ekvatorn.
Ön är en korallatoll och har en areal om ca 15,2 km². Atollen omges av ett korallrev och består av två öar, Buariki (samma namn som huvudorten på Aranuka) i sydöst och Oneeke i nordväst, som separeras av ett smalt sund. Den högsta höjden är på endast några meter över havet.
Befolkningen uppgår till ca 970 invånare.
Kuria har en liten flygplats, Kuria Airport (flygplatskod "KUC") på Buarikis östra del för lokalt flyg.

## Historia
Gilbertöarna beboddes av mikronesier i flera århundraden innan de upptäcktes av européer och det är inte nedtecknat när ön upptäcktes.
1820 namngav den estnisk/ryske Adam Johann von Krusenstern öarna Iles Gilbert och Gilbertöarna blev tillsammans med Elliceöarna slutligen ett brittiskt protektorat 1892. I januari 1915 blev området en egen koloni.
Under andra världskriget ockuperades området mellan 1941 och 1943 av Japan för att sedan återgå under brittisk överhöghet.
1971 erhöll Gilbertöarna autonomi och blev i juli 1979 en självständig nation med namnet Kiribati.